# Marianne Bursie Wahlman
Marianne Ingeborg Bursie Wahlman, född 3 juli 1931 i Överluleå församling, Norrbottens län, är en svensk textilformgivare.
Bursie Wahlman är född i Boden. Hon studerade vid Konstfack i Stockholm 1958–1963.

## Offentlig konst
- Altarprydnad för kapell (Mölndals Lasarett)[2]
- Mässhake ”Grön” (Mariakyrkan, Enebyberg)[2]
- ”Blå Eld”, (SE-Banken, Uppsala)[2]
- ”Horisont” (Andaktsrum Danderyds Sjukhus)[2]
- ”Änglamark” (Mjölby Stadsbibliotek)[2]
- ”Ringlek i Bodals Gård” (Föreningsgården Lidingö Kommun)[2]
- Gobelin ”Stjärnan” (Danderyds Kyrka)[2]